# Distrikt Alto Selva Alegre
Der Distrikt Alto Selva Alegre liegt in der Provinz Arequipa der Region Arequipa in Südwest-Peru. Der Distrikt wurde am 16. November 1992 gegründet. Er hat eine Fläche von 67,6 km². Beim Zensus 2017 lebten 85.870 Einwohner im Distrikt. Im Jahr 1993 lag die Einwohnerzahl bei 53.405, im Jahr 2007 bei 72.696. Die Distriktverwaltung befindet sich in der 2500 m hoch gelegenen Stadt Selva Alegre. Diese ist Teil des Ballungsraumes der Regionshauptstadt Arequipa und liegt 2,7 km nordnordöstlich von deren Stadtzentrum.

## Geographische Lage
Der Distrikt Alto Selva Alegre liegt im nördlichen Zentrum der Provinz Arequipa. Der Distrikt hat eine Längsausdehnung in SW-NO-Richtung von 15 km. Der Flusslauf des Río Chili bildet die westliche Abgrenzung des Distrikts. Dieser reicht im Nordosten bis zum 5822 m hohen Gipfel des Vulkans Misti. Ein Großteil des Distrikts liegt am Südwesthang des Vulkans, der mit ehemaligen Lavaströmen bedeckt ist. 
Westlich und nördlich, am gegenüberliegenden Flussufer des Río Chili gelegen, befindet sich der Distrikt Cayma. 
Im Südosten grenzt der Distrikt Alto Selva Alegre an den Distrikt Miraflores, im äußersten Süden an den Stadtdistrikt Arequipa sowie im äußersten Südwesten an den Distrikt Yanahuara.